# Gmina Gromnik
Die Gmina Gromnik ist eine Landgemeinde im Powiat Tarnowski der Woiwodschaft Kleinpolen in Polen. Ihr Sitz ist das gleichnamige Dorf mit etwa 3300 Einwohnern.

## Gliederung
Zur Landgemeinde (gmina wiejska) Gromnik gehören folgende sechs Dörfer mit einem Schulzenamt:
Brzozowa
Chojnik
Golanka
Gromnik
Polichty
Rzepiennik Marciszewski
Siemiechów